# Zaineisen

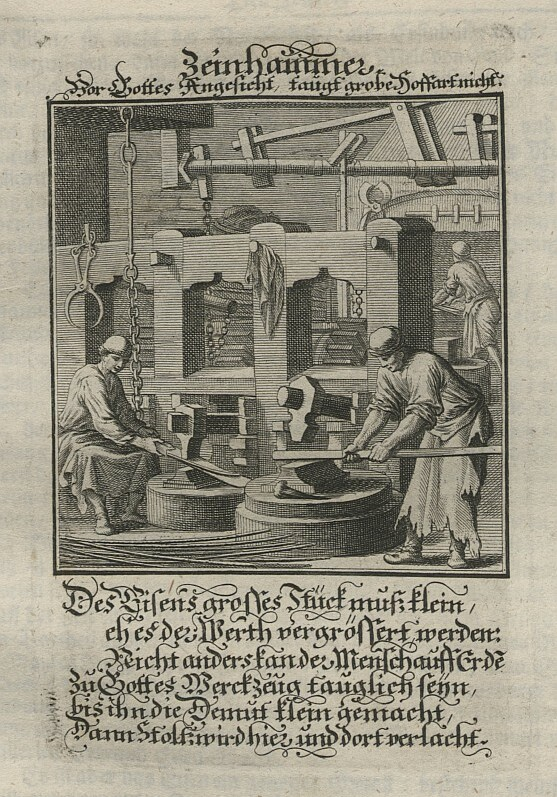
Arbeit in einem Zainhammer, an beiden Hämmern werden gerade Zaineisen produziert

Zaineisen (auch Krauseisen oder Knoppereisen, fachsprachlich gelegentlich – ohne Plural – Zahneisen) waren bis in die zweite Hälfte des 19. Jahrhunderts hergestellte, beim Schmieden durch Amboss- und Hammereindrücke eingekerbte (quer gefurchte) Eisenstangen oder -bänder, die als Halbzeuge zur weiteren Bearbeitung an Messer-, Klingen-, Sensen- oder Nagelschmiede geliefert wurden.
Das Vorprodukt waren von Hüttenwerken gelieferte Grobeisenstäbe. Ihre Weiterverarbeitung in selbständigen Hammerwerken, den Reck- oder Zainhämmern, begann in der zweiten Hälfte des 16. Jahrhunderts. Im Zuge der Industrialisierung des 19. Jahrhunderts verschwanden die Zainhämmer und mit ihnen der Name des von ihnen hergestellten Produkts.